# Falkedrengen
Falkedrengen è un cortometraggio muto del 1908 diretto da Viggo Larsen.

## Produzione
Il film fu prodotto dalla Nordisk Film Kompagni.

## Distribuzione
In Danimarca, il cortometraggio uscì in sala nel 1909.